# 盛原辅
盛原辅，明朝初期政治人物、明朝吏部尚书。
早年授监察御史。洪武元年八月，担任刑部侍郎。同年九月，升任吏部尚书。同年十一月，改任山东行省参政。洪武二年三月，改任北平参政。